# 15388 Коелум
15388 Коелум (15388 Coelum) — астероїд головного поясу, відкритий 27 вересня 1997 року.
Тіссеранів параметр щодо Юпітера — 3,504.